# Андонис Георгиу
Андонис Георгиу (на гръцки: Ἀντώνης Γεωργίου, на английски: Antonis Georgiou) е кипърски журналист, драматург, поет и писател, автор на произведения в жанрове драма и лирика.

## Биография и творчество
Андонис Георгиу е роден през 1969 г. в Лимасол, Кипър.
Следва право в Москва и и прави следдипломно обучение в Лондон. Работи като адвокат в Лимасол. Получава магистърска степен по специалност театрални изследвания от Отворения университет на Кипър.
Член е на редакционния комитет на литературното списание „Anef“. Участва в екипа за редакция на „Театрални дневници“ (2001 – 2013), поредица от публикации в „Theatriki Poreia Lemesou“, които илюстрират историята на театъра в Кипър.
През 2006 г. публикува стихосбирката „ Πανσέληνος παρά μία“ (Пълнолуние минус едно) и сборника с разкази „Γλυκιά bloody life“ (Сладък кървав живот). Сборникът му получава държавната награда на Кипър за разкази. Негови разкази са включени също в няколко антологии.
Автор е на пиеси, някои от които са изпълнявани от различни театрални групи в Кипър. Пиесата му „Моята любима перална машина“ печели театралната награда на Кипърската театрална организация и е включена в нейния репертоар. Пише и пиесите „Болестта“ 2008; „Нашата градина“, 2011; „Белотът“, 2014; и „Аз бах Лизистрата“, 2015.
През 2014 г. е издаден романът му „Албум от истории“. Романът е полифоничен по своята структура, включвайки стари и нови истории на гръцки език и кипърски диалект, истории за любов, смърт, загуба, война, бежанци и емигранти, в допълнение с цитати от вестници, рецепти, детски рисунки, фолклорни песни, стихотворения и множество фотографии от семейни албуми. Независимо че историите често са объркани, не стават част от една постмодерна амалгама на живота. Книгата получава държавната награда на Кипър за роман и наградата за литература на Европейския съюз за 2016 г. Адаптиран е и се представя на сцената от 2016 година.
Андонис Георгиу живее със семейството си в Лимасол.

## Произведения

### Самостоятелни романи
- Ένα άλπουμ ιστορίες (2014) – държавна награда на Кипър и награда на ЕС за литература
Албум с истории, изд.: „ICU“, София (2020), прев. Ирена Алексиева

### Поезия
- Πανσέληνος παρά μία (2006)

### Пиеси
- My Beloved Washing Machine (2005) – награда за театър на Кипърската театрална организация
- The Disease (2008)
- Our Garden (2011)
- La Belote (2014)
- At the outpost (2014)
- I Was Lysistrata (2015)
- Uncle Yannis (2017)

### Сборници
- Γλυκιά bloody life (2006)